# Слепнево (Тверская область)
Слепнево — деревня в Торопецком районе Тверской области. Входит в Плоскошское сельское поселение.

## География
Расположена примерно в 7 верстах к северо-востоку от села Плоскошь на ручье Осяковке.

## История
В конце XIX - начале XX века входила в Холмский уезд Псковской губернии

## Население
| 2010 |
| ---- |
| 7    |